# Апоматокс (окръг, Вирджиния)
Окръг Апоматокс (на английски: Appomattox County) е окръг в щата Вирджиния, Съединени американски щати. Площта му е 865 km², а населението - 13 705 души (2000). Административен център е град Апоматокс.